# Mistrz Mowy Polskiej
Mistrz Mowy Polskiej – program społeczny, którego celem jest popularyzacja języka polskiego i uhonorowanie nagrodami osób – które, według powszechnie uznanych kanonów, zasługują na miano Mistrzów Mowy Polskiej. Uroczystość jest obecna w mediach dzięki transmisjom Telewizji Polskiej i Polskiego Radia, które przez objęcie patronatem kolejnych edycji promują i relacjonują imprezę.
Program stworzono w grudniu 2000 roku. Jego inicjatorem był Magazyn Konsumenta „Solidna Firma”, twórcą koncepcji zaś Bogdan Chojna, jego wydawca. Pierwsza gala wręczenia nagród odbyła się 30 maja 2001 roku w Studiu Koncertowym Polskiego Radia im. Witolda Lutosławskiego. Kolejne odbywały się na scenie Teatru Polskiego w Warszawie. W jury konkursu zasiadali jak dotąd tacy wybitni eksperci, w tym językoznawcy, jak Jerzy Bralczyk, Bolesław Faron, Andrzej Markowski, Jan Mazur, Jan Miodek, Walery Pisarek, Jerzy Podracki, Halina Zgółkowa. Spośród nominowanych wybierani są 2-4 zwycięzcy, którzy otrzymują tytuł Mistrza Mowy Polskiej. W dziesięcioletniej historii programu przyznawano również nagrody specjalne, takie jak Wawrzyn Mowy Polskiej, Mistrzyni Rozmowy Polskiej, Mistrzyni Mowna, Mistrz Wymowy Polskiej. Oprócz nagród przyznawanych przez grono specjalistów wręczane są również nagrody Vox Populi, będące plebiscytem, w którym głosują czytelnicy, internauci i widzowie telewizyjni.
Wśród patronów programu Mistrz Mowy Polskiej znajdują się m.in. Minister Kultury i Dziedzictwa Narodowego, Marszałek Województwa Mazowieckiego, Marszałek Województwa Kujawsko-Pomorskiego, Prezydent Bydgoszczy, a wśród sponsorów Polska Wytwórnia Papierów Wartościowych.

## Laureaci
| Rok  | Tytuł Mistrza Mowy Polskiej                                                          | Tytuł Mistrza Mowy Polskiej Vox Populi  | Wawrzyn Mowy Polskiej             | Inne nagrody |
| ---- | ------------------------------------------------------------------------------------ | --------------------------------------- | --------------------------------- | --- |
| 2001 | Stefania Grodzieńska Gustaw Holoubek Jeremi Przybora Bohdan Tomaszewski              | Barbara Wachowicz                       |                                   | Krystyna Czubówna – Mistrz Wymowy Polskiej |
| 2002 | Krystyna Głowniak Tadeusz Sznuk Ryszard Tadeusiewicz                                 | Tadeusz Zwiefka                         | Wiktor Zin                        | Jolanta Fajkowska – Mistrzyni Rozmowy Polskiej |
| 2003 | Grażyna Torbicka Jan Nowak-Jeziorański Krzysztof Zanussi                             | Józef Oleksy Jan Rokita                 | Janusz Tazbir                     | Hanka Bielicka – Mistrz Mowny |
| 2004 | Anna Dymna Wojciech Mann Wojciech Młynarski                                          | Jan Englert Lucjan Kydryński            |                                   | Małgorzata Tułowiecka – Mistrzyni Rozmowy o Mowie |
| 2005 | Magda Umer Maciej Stuhr Andrzej Turski                                               |                                         |                                   | |
| 2006 | Bogusław Kaczyński Krzysztof Kolberger                                               | Marta Kielczyk Zbigniew Krajewski       |                                   | |
| 2007 | Barbara Krafftówna Anna Seniuk Andrzej Matul                                         | Leszek Długosz                          | Irena Kwiatkowska                 | |
| 2008 | Grażyna Barszczewska Tomasz Sianecki Stefan Stuligrosz                               | Kuba Strzyczkowski                      | Władysław Bartoszewski            | |
| 2009 | Urszula Guźlecka Iwona Schymalla Ignacy Gogolewski                                   | Krzysztof Jakubiec                      | Danuta Michałowska                | |
| 2010 | Artur Andrus Jerzy Trela Stanisław Tym                                               | Beata Tadla                             | Ryszard Kaczorowski (pośmiertnie) | |
| 2011 | Katarzyna Kolenda-Zaleska Olga Krzyżanowska Andrzej Poniedzielski                    | Adrian Wiśniowski                       | abp Tadeusz Gocłowski             | Teatr Polskiego Radia – Kuźnia Mistrzów Mowy Polskiej IV Liceum Ogólnokształcące im. Tadeusza Kościuszki w Krakowie – Kuźnia Mistrzów Mowy Polskiej Vox Populi |
| 2012 | Wanda Chotomska Olgierd Łukaszewicz Piotr Majewski Krzysztof Pietraszkiewicz         | Dariusz Bereski                         | Jan Ptaszyn Wróblewski            | Cała Polska czyta dzieciom – Kuźnia Mistrzów Mowy Polskiej Teatr Parabuch – Kuźnia Mistrzów Mowy Polskiej Vox Populi |
| 2013 | Grażyna Lutosławska Arkadiusz Jawień Tomasz Zimoch                                   | Andrzej Byrt                            | Anna Polony                       | Lech Ludorowski – Złoty Laur Akademii Mistrzów Mowy Polskiej Centrum Kultury Polskiej na Litwie im. Stanisława Moniuszki – Kuźnia Mistrzów Mowy Polskiej Jedynka Dzieciom – Kuźnia Mistrzów Mowy Polskiej Vox Populi |
| 2014 | Zofia Kucówna Edward Marszałek Szymon Sędrowski Walery Tankiewicz                    | Leszek Mikos                            | Danuta Szaflarska                 | Kazimierz Nowosielski – Złoty Laur Akademii Mistrzów Mowy Polskiej Reakcja Językowa Polskiego Radia – Kuźnia Mistrzów Mowy Polskiej Zespół Szkół Ogólnokształcących im. Henryka Sienkiewicza w Płońsku – Kuźnia Mistrzów Mowy Polskiej Vox Populi Jarosławskie Potyczki Ortograficzne – Kuźnia Mistrzów Mowy Polskiej Vox Populi |
| 2015 | Janusz Kukuła Grzegorz Miecugow Magdalena Zawadzka                                   | Piotr Hankus                            | Paweł Sztompke                    | Zespół Szkół Leśnych w Lesku – Kuźnia Mistrzów Mowy Polskiej Szkoła Podstawowa nr 29 im. Jana Kochanowskiego w Łodzi – Kuźnia Mistrzów Mowy Polskiej Vox Populi Dariusz Domański – Złoty Laur Akademii Mistrzów Mowy Polskiej |
| 2016 | Przemysław Babiarz Henryk Błażejczyk ks. Adam Boniecki                               | Jadwiga Barańska                        | Irena Santor                      | Zespół „Gawęda” – Kuźnia Mistrzów Mowy Polskiej Gimnazjum nr 58 i VIII Liceum Ogólnokształcące im. Króla Władysława IV w Warszawie – Kuźnia Mistrzów Mowy Polskiej Vox Populi Franciszek Ziejka – Złoty Laur Akademii Mistrzów Mowy Polskiej                                                                                     |
| 2017 | Piotr Jacoń Jarosław Gugała Kinga Baranowska Krzysztof Gosztyła                      | Joanna Kołaczkowska                     | Joanna Kulmowa                    | Zespół Szkół nr 1 im. Adama Mickiewicza w Lublińcu – Kuźnia Mistrzów Mowy Polskiej Paulina Mikuła – Kuźnia Mistrzów Mowy Polskiej Vox Populi Katarzyna Stoparczyk – Kuźnia Mistrzów Mowy Polskiej Vox Populi Łucja Brzozowska – Złoty Laur Akademii Mistrzów Mowy Polskiej                                                       |
| 2018 | Halina Frąckowiak Grzegorz Kajdanowicz Grzegorz Markowski Mikołaj Pietraszak-Dmowski | Katarzyna Stoparczyk                    | Franciszek Pieczka                | |
| 2019 | Jacek Cygan Katarzyna Pakosińska Andrzej Seweryn Marta Szewczyk                      | Tomasz Organek                          | Jan Kobuszewski                   | Redakcja Programu II Polskiego Radia – Kuźnia Mistrzów Mowy Polskiej |
| 2020 | Teresa Budzisz-Krzyżanowska Jerzy Sosnowski Tomasz Raczek Henryk Talar               | Aleksandra Buszta-Bąk Jarosław Szymczyk |                                   | |
| 2021 | Jerzy Kisielewski Agnieszka Kunikowska Edward Rzepka                                 | Kama Kępczyńska-Kaleta                  | Marek Gaszyński                   | Centrum Edukacji i Kultury „Szklany Dom” w Ciekotach – Kuźnia Mistrzów Mowy Polskiej Mateusz Adamczyk – Kuźnia Mistrzów Mowy Polskiej Vox Populi |
| 2022 | Stanisław Brejdygant Grzegorz Damięcki Maria Szabłowska                              | Radosław Kotarski                       |                                   | Kampania Społeczno-Edukacyjna „Ojczysty – dodaj do ulubionych” – Kuźnia Mistrzów Mowy Polskiej Polski Teatr Ludowy we Lwowie – Kuźnia Mistrzów Mowy Polskiej Vox Populi |
| 2023 | Karolina Lewicka Łukasz Połomski Anna Wacławik                                       | Mateusz Adamczyk                        | Janusz Gajos                      | |
| 2024 | Piotr Polk Jakub Porada Henryk Sawka                                                 | Katarzyna Kasia                         | Krzysztof Jasiński                | Festiwal „Stolica Języka Polskiego” w Szczebrzeszynie – Kuźnia Mistrzów Mowy Polskiej Program „Dajcie nam głos! Kasia Stoparczyk i Dzieci” – Kuźnia Mistrza Mowy Polskiej Vox Populi |